# Conferencia de Asilomar sobre el ADN recombinante
La conferencia de Asilomar sobre el ADN recombinante fue un importante evento organizado por Paul Berg y celebrado en febrero de 1975 en el centro de conferencias de Asilomar State Beach para debatir sobre los posibles riesgos biológicos y la regulación de la biotecnología. Unos 140 profesionales (principalmente biólogos, pero también abogados y físicos) participaron en la conferencia para establecer las directrices voluntarias que garantizaran la seguridad de la tecnología del ADN recombinante. La conferencia también situó la investigación científica en el punto de mira de la opinión pública y puede decirse que adoptó una versión del principio de precaución.
Los efectos de estas directrices se siguen experimentando a través de la industria biotecnológica y la participación del público en general en el discurso científico. Debido a los posibles riesgos, los científicos de todo el mundo habían interrumpido los experimentos con la tecnología del ADN recombinante, que implicaba combinar ADN de diferentes organismos. Tras la implantación de las directrices durante la conferencia, los científicos continuaron con su investigación, lo que incrementó tanto el conocimiento básico sobre la biología como el interés del público por la investigación biomédica.

## Antecedentes: tecnología delADN recombinante
La tecnología del ADN recombinante surgió como resultado de los avances en biología que comenzaron en la década de los años 50 y 60. Durante estos años, la tradición de fusionar los enfoques estructurales, bioquímicos e informativos en los principales problemas de la genética clásica, se fueron haciendo cada vez más evidentes. Los dos conceptos principales subyacentes a esta tradición se basaban en que los genes estaban compuestos de ADN y que el ADN codificaba información que determinaba los procesos de replicación y síntesis de proteínas, los cuales se plasmaron en el modelo de ADN producido a través del esfuerzo conjunto de James Watson, Francis Crick y Rosalind Franklin. Otras investigaciones sobre el modelo Watson-Crick produjeron avances teóricos que se tradujeron en un nuevo potencial para manipular el ADN. Una de estas capacidades fue la tecnología del ADN recombinante.

### Diseño experimental

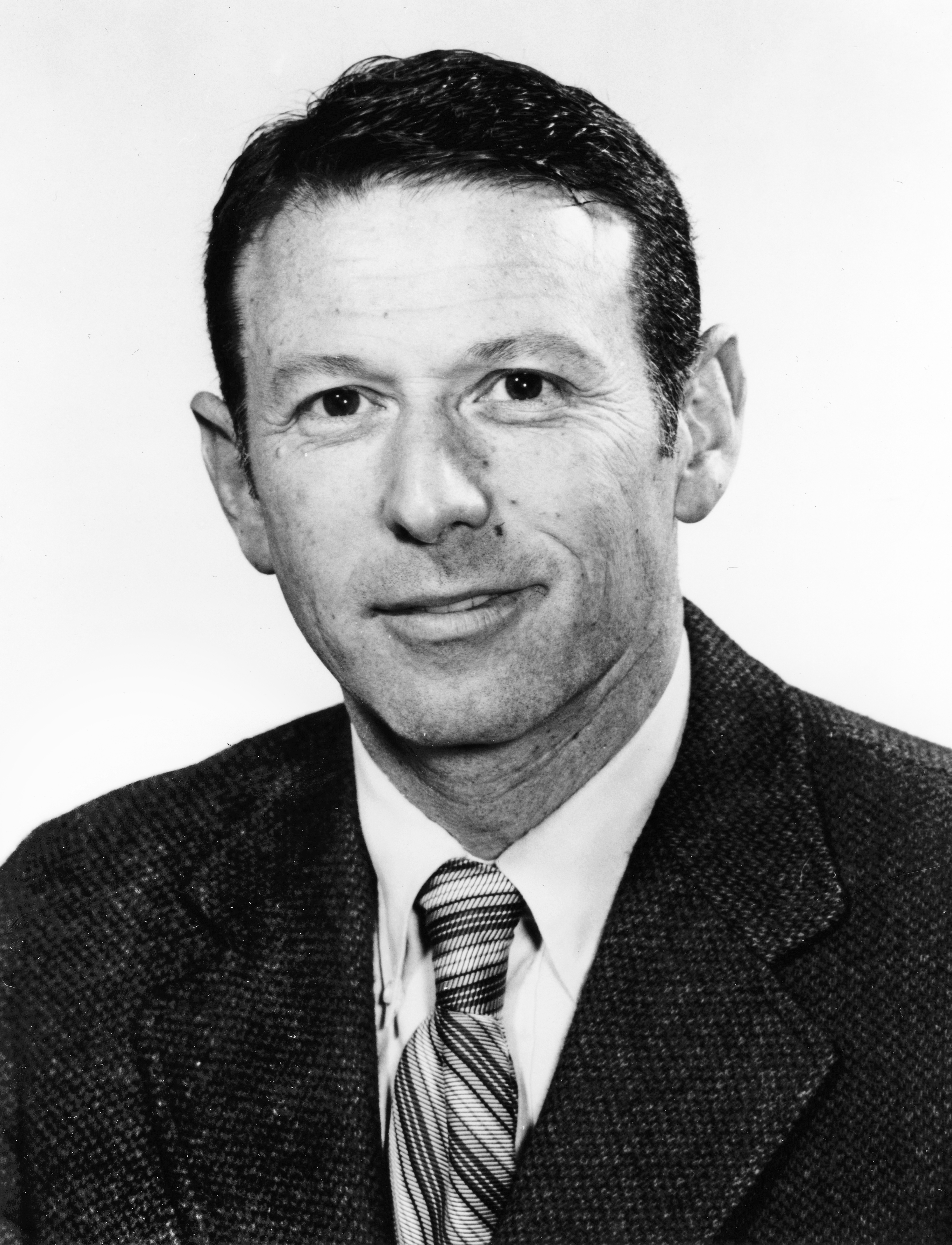
Paul Berg en 1980

Esta tecnología implica la unión de ADN de diferentes especies y la posterior inserción del ADN híbrido en una célula huésped. Uno de los primeros individuos en desarrollar la tecnología del ADN recombinante fue un bioquímico de Stanford llamado Paul Berg. En su diseño experimental de 1974, dividió (cortó en fragmentos) el virus de simio SV40 (virus 40 vacuolado). Después dividió la doble hélice de otro virus; un agente antibacteriano conocido como bacteriófago lambda. En un tercer paso, fijó ADN del SV40 en el ADN del bacteriófago lambda. El último paso consistió en colocar el material genético mutante en una cepa de laboratorio de la bacteria E. coli. Sin embargo, este último no se terminó en el experimento original.

### Preocupaciones iniciales sobre la bioseguridad
Berg no terminó el paso final debido a la advertencia de varios investigadores que temían los riesgos biológicos que pudieran derivarse de esta acción. Se conocía que el SV40 causaba tumores cancerosos en ratones. Además, la bacteria E. coli (aunque no la cepa utilizada por Berg) habitaba en el tracto intestinal humano. Por este motivo, otros investigadores temían que el paso final pudiera crear un ADN de SV40 clonado que pudiera pasar a la atmósfera e infectar a los trabajadores del laboratorio, pudiendo padecer de cáncer.
La preocupación por este posible riesgo biológico, entre otros, hizo que un grupo de destacados investigadores enviaran una carta al Presidente de la Academia Nacional de Ciencias (NAS, por sus siglas en inglés), solicitando que se nombrara un comité ad hoc para estudiar las repercusiones de esta nueva tecnología sobre la seguridad biológica. Este comité, formado en 1974 y llamado Comité de Moléculas de ADN Recombinante de la Academia Nacional de Ciencias de los Estados Unidos, concluyó que era necesaria una conferencia internacional para resolver el problema y que hasta el momento, los científicos debían interrumpir los experimentos que implicaran el uso de tecnología de ADN recombinante. Otro punto a tener en cuenta es el riesgo de mutaciones que podría presentarse para los organismos del experimento.

## Conferencia de Asilomar

### Principios establecidos
La Conferencia de  Asilomar sobre ADN Recombinante tuvo lugar en 1975 en el Centro de Conferencias de Asilomar, en la Península de Monterey, California. El objetivo principal de la conferencia fue abordar los riesgos biológicos que presentaba la tecnología del ADN recombinante. Durante la conferencia se redactaron los principios que establecen las recomendaciones sobre cómo realizar experimentos de forma segura utilizando esta tecnología. El primer principio para hacer frente a los riesgos potenciales fue que la contención debía ser un medio importante en el diseño experimental. Un segundo principio era que la eficacia de la contención debía aproximarse lo máximo posible al riesgo estimado. La conferencia también propuso el uso de barreras biológicas para limitar la propagación del ADN recombinante, entre las que se  incluían huéspedes bacterianos perjudiciales incapaces de sobrevivir en un ambiente natural. Otras barreras eran los vectores no transmisibles e igualmente  perjudiciales (plásmidos, bacteriófagos u otros virus), capaces de desarrollarse solamente en huéspedes específicos.
Además de las barreras biológicas, la conferencia abogó por el uso de factores de seguridad complementarios. Uno de esos factores de seguridad fue la contención física, ejemplificada mediante el uso de campanas o, en su caso, el acceso limitado a laboratorios con una presión negativa. Otro factor fue la estricta adhesión a las buenas prácticas microbiológicas, la cual puede limitar el escape de organismos del medio experimental. Además, la educación y formación de todo el personal que participa en los experimentos es fundamental para la eficacia de todas las medidas de aislamiento.

### Recomendaciones
La Conferencia de Asilomar también presentó recomendaciones para adecuar los tipos de aislamiento necesarios a los tipos de experimentos. Éstas se basaron en los diferentes niveles de riesgo asociados con el experimento, que requerirían diferentes niveles de contención. Estos niveles fueron de riesgo mínimo, bajo, moderado y de alto riesgo. El nivel de contención de riesgo mínimo es adecuado para aquellos experimentos en los que los riesgos biológicos pueden valorarse con exactitud y todo haga esperar que sean mínimos. El nivel de aislamiento de bajo riesgo era apropiado para experimentos que generaban biotipos nuevos, pero cuando la información asequible indicaba que el ADN recombinante no podía alterar de manera apreciable el comportamiento ecológico de las especies receptoras, aumentaba de manera significativa su patogenicidad, e impedía un tratamiento efectivo de la posible infección resultante. El nivel de aislamiento de riesgo moderado es apropiado para experimentos en los que haya probabilidad de generar un agente con un potencial significativo, en lo que se refiere a su patogenicidad o destrucción ecológica. La contención de alto riesgo está orientada a experimentos en los que el potencial de destrucción ecológica o patogenicidad del organismo modificado puede ser grave y, por tanto, presenta un peligro muy serio para el personal del laboratorio o para el público. Estos niveles de contención, junto con las medidas de seguridad mencionadas anteriormente, formaron la base de las directrices utilizadas por los investigadores en futuros experimentos que incluyeron la construcción y propagación de moléculas recombinantes de ADN, utilizando ADN de procariotas, bacteriófagos y otros plásmidos, virus animales y eucariotas.

### Recomendaciones aplicadas a los experimentos
Para procariotas, bacteriófagos y otros plásmidos, los experimentos podrían realizarse en instalaciones de aislamiento de riesgo mínimo cuando la construcción de moléculas recombinantes de ADN y su propagación implicasen agentes procarióticos conocidos por intercambiar información genética de forma natural. Los experimentos que implicaban la creación y propagación de moléculas recombinantes de ADN de DNA de especies que normalmente no intercambiaban información genética ni generaban nuevos biotipos, debían realizarse al menos en una instalación de contención de bajo riesgo. Si el experimento aumentaba la patogenicidad de las especies receptoras o resultaba en nuevas rutas metabólicas en las especies, debían utilizarse instalaciones de contención de riesgo moderado o alto. En experimentos donde se ampliara el rango de resistencia de patógenos humanos a antibióticos o desinfectantes de uso terapéutico, los experimentos se llevarían a cabo solo en instalaciones de contención de riesgo moderado o alto.
Al trabajar con virus animales, los experimentos que implican la unión de genomas virales o segmentos de genes a vectores procariotas y su propagación en células procariotas deberían ser realizados con sistemas de huésped-vector, con una capacidad de desarrollo nula fuera del laboratorio y con medidas de seguridad adecuadas para un riesgo moderado. A medida que vayamos disponiendo de sistemas de huésped-vector más seguros, estos experimentos podrían realizarse en instalaciones de bajo riesgo. En experimentos diseñados para introducir o propagar ADN de agentes no virales u otros agentes de bajo riesgo en células animales, solo el ADN animal de bajo riesgo podría usarse como vector y las manipulaciones debían realizarse en instalaciones de contención de riesgo moderado. Con eucariotas, los intentos de clonar segmentos de ADN usando tecnología de ADN recombinante a partir de genomas de vertebrados de sangre caliente solo se realizarían con sistemas huésped-vector que hubiesen mostrado una limitada capacidad de crecimiento fuera del laboratorio y en una instalación de contención de riesgo moderado. Esto se debe a que podrían contener genomas virales críticos que eran potencialmente peligrosos para los seres humanos. Sin embargo, a menos que el organismo produjera un producto peligroso, el ADN recombinante de los vertebrados de sangre fría y de todos las demás eucariotas inferiores, podrían construirse y propagarse con el sistema vectorial más seguro disponible en instalaciones de contención de bajo riesgo. Además, el ADN purificado de cualquier fuente que realizara funciones conocidas y fuera considerado no tóxico podría ser clonado con vectores disponibles en instalaciones de contención de bajo riesgo.

### Experimentos prohibidos
Además de regular los experimentos realizados, las directrices también prohibieron la realización de otros experimentos. Uno de estos experimentos prohibidos fue la clonación de ADN recombinante derivado de organismos altamente patógenos. Además, estas directrices no permitían ni la clonación del ADN que contuviera genes de toxinas, ni los experimentos a gran escala utilizando ADN recombinante que fueran capaces de crear productos potencialmente dañinos para los seres humanos, animales o plantas. Estos experimentos se prohibieron porque los posibles riesgos biológicos no podían evitarse con las medidas de seguridad disponibles en ese momento.

### Ciencia y opinión pública
Los participantes de la Conferencia de Asilomar también se esforzaron por dar a conocer la ciencia al público en general, quizás motivados por el  escándalo del Watergate. El escándalo resultó de un intento de robo frustrado en el hotel Watergate, que había servido como sede del Comité Nacional Demócrata en 1972. Dos años después del robo, se descubrieron unas grabaciones que ponían de relieve que, una semana después de éste, el presidente Nixon había hablado sobre su encubrimiento. Tres días después de la publicación de la cinta, Nixon presentó su dimisión como presidente. Este incidente hizo que la nación fijara su atención en el problema de como el secretismo gubernamental fomentaba comportamientos ilegales e inmorales. El  politólogo Ira H. Carmen sugirió que esto motivó a los científicos de la Conferencia de Asilomar a poner la ciencia en el punto de mira del público para asegurarse de que no serían acusados de encubrimiento. Además, según el Dr. Berg y la Dra. Singer, al ser francos, los científicos evitaron la legislación restrictiva debido al desarrollo de un consenso sobre cómo iban a llevar a cabo sus investigaciones. El acercamiento de la ciencia al público también coincidió con la rapidez con la que la tecnología del ADN recombinante entró en el mundo industrial. Debido a las aplicaciones prácticas de la tecnología, la financiación para la investigación comenzó a derivarse más del sector privado y menos del sector público. Además, muchos biólogos moleculares que antes se habían encerrado en el mundo académico, desarrollaron vínculos con la industria privada como propietarios de capital, ejecutivos corporativos y consultores. Esto llevó a la creación de una industria biotecnológica, aunque durante este tiempo, se produjeron debates públicos sobre los peligros del ADN recombinante, que fueron finalmente ganados por científicos que afirmaron que los peligros se habían  exagerado y que la investigación podía llevarse a cabo de una forma segura. Así se vio en el informe Ascot, hallado en el Registro Federal en marzo de 1978, que hacía hincapié en que los riesgos del ADN recombinante  para la sociedad eran pequeños hasta el punto de no tener ninguna relevancia práctica para el público en general.  Por esta razón, además de por las fuertes presiones económicas para el desarrollo industrial y por el ambiente político más propicio existente desde 1979, la investigación y la industria basada en el ADN recombinante continuaron expandiéndose.

## Importancia de la conferencia
Años después de celebrarse, se atribuyó una gran importancia a la conferencia. Según Paul Berg y Maxine Singer en 1995, la conferencia marcó el comienzo de una era excepcional tanto para la ciencia como para el debate público de la política científica. Las directrices trazadas por la conferencia permitieron a los científicos realizar experimentos con tecnología de ADN recombinante, que ya en el año 1995 dominaba la investigación biológica. Esta investigación, a su vez, aumentó el conocimiento sobre los procesos fundamentales de la vida, como el ciclo celular. Además, la conferencia, junto con los debates públicos sobre ADN recombinante, aumentó el interés del público en la investigación biomédica y la genética molecular. Por esta razón, por el año 1995, la genética y su vocabulario se habían convertido en parte de las noticias diarias de la prensa y televisión. Esto, a su vez, suscitó una debate público especializado en algunos de los temas sociales, políticos y ambientales que surgieron de la medicina genética y el uso de plantas genéticamente modificadas en la agricultura. Otro resultado significativo de la conferencia fue el precedente que estableció sobre cómo responder a los cambios en el conocimiento científico. Según la conferencia, la respuesta adecuada al nuevo conocimiento científico era desarrollar directrices para dirigir su regulación.